# Operatie Paperclip

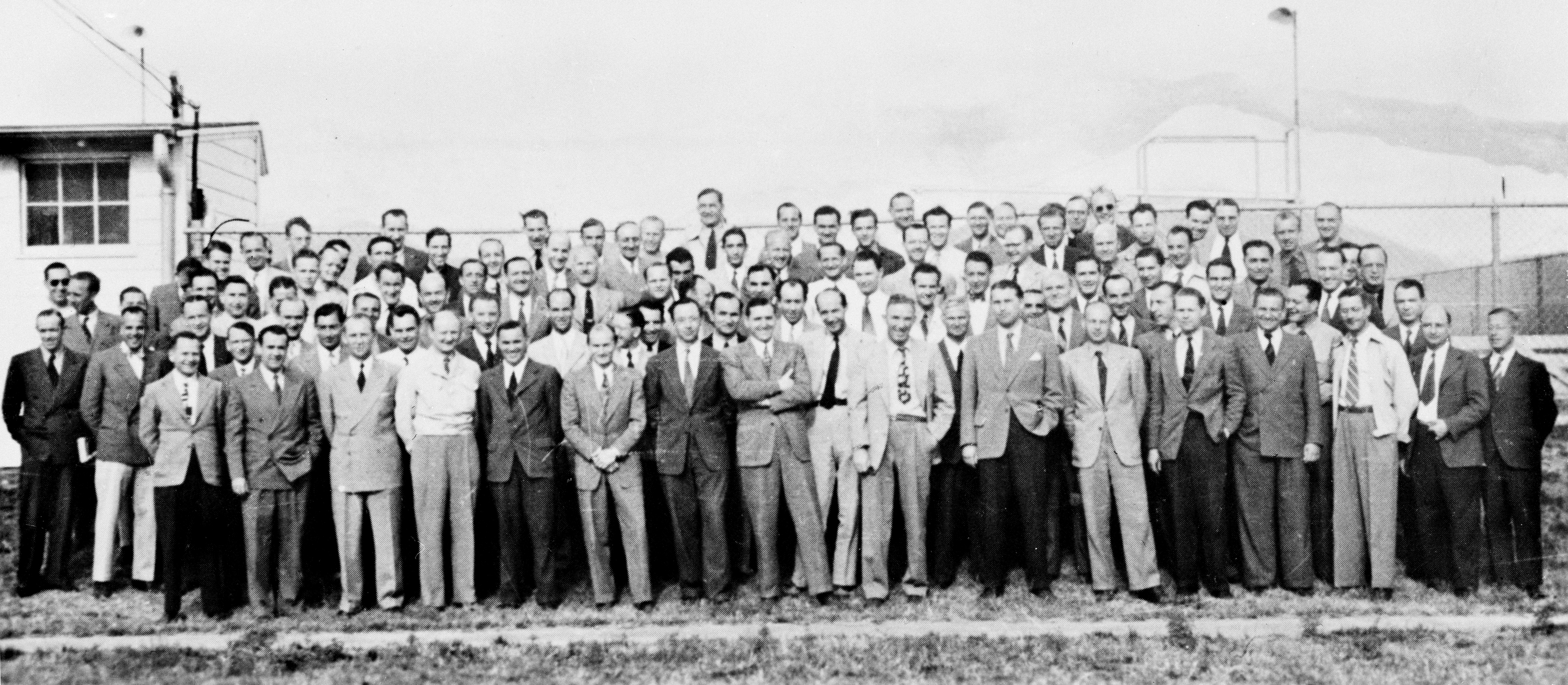
Groep van 104 Duitse wetenschappers in 1946, inclusief Wernher von Braun (1e rij, 7e van rechts) en Arthur Rudolph (1e rij, 4e van links). (Fort Bliss, Texas)

Operatie Paperclip was een geheime operatie van de Verenigde Staten, aan het eind van en vlak na de Tweede Wereldoorlog, om zo veel mogelijk technologische vernieuwingen die in nazi-Duitsland waren ontwikkeld naar de VS over te brengen.
Men maakte jacht op onder andere Duitse geleerden die aan Wunderwaffe hadden gewerkt en prototypes die eventueel al gebouwd waren. De bekendste geleerde die de Amerikanen hiermee in handen kregen was Wernher von Braun die met vrijwel zijn gehele team van ingenieurs en geleerden naar de VS ging. Met hun kennis maakten ze het mogelijk dat de VS bruikbare raketten konden ontwikkelen voor militaire doeleinden en voor de ruimtevaart.
Uit een geheim rapport dat in 2010 in handen kwam van The New York Times blijkt dat Amerika na de oorlog een groot aantal nazi's onderdak heeft geboden, waaronder de raketwetenschapper Arthur Rudolph. In ruil voor hun wetenschappelijke expertise en kennis, die het Amerikaanse leger en de geheime diensten goed konden gebruiken, zouden ze niet worden 'lastiggevallen' met vragen over hun naziverleden en regelde de CIA voor hen verblijfspapieren en een baan.